# 哈馬廷魏爾山

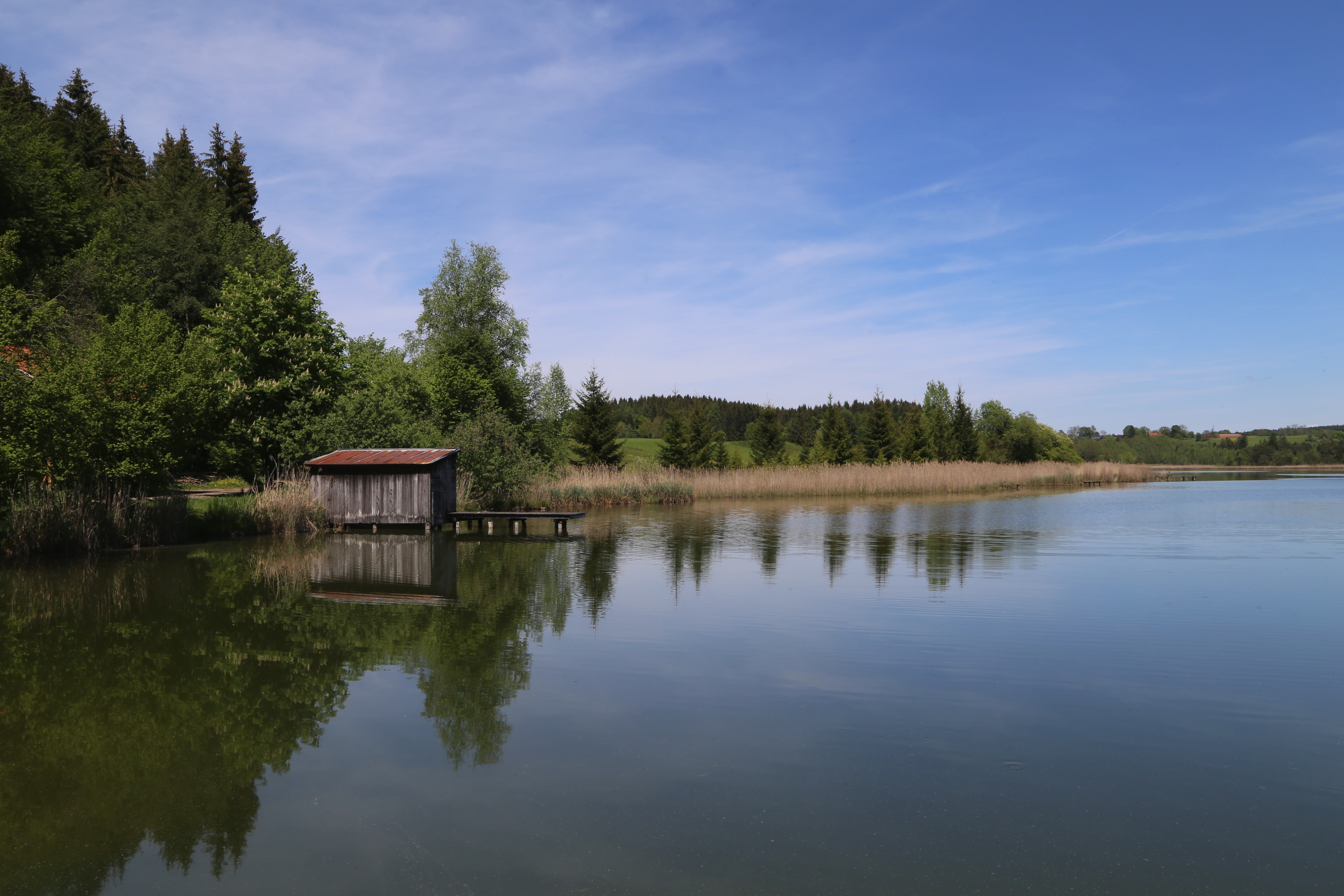

47°53′6.11″N 11°31′46.54″E / 47.8850306°N 11.5295944°E
哈馬廷魏爾山（德語：Harmatinger Weiher），是德國的湖泊，位於該國東南部，由巴伐利亞州負責管轄，處於埃格靈，長0.7公里、寬0.23公里，面積0.13平方公里，海拔高度625米。